# Gebouw voor de afdelingen civiel van het Landesgericht en Amtsgericht Berlin I

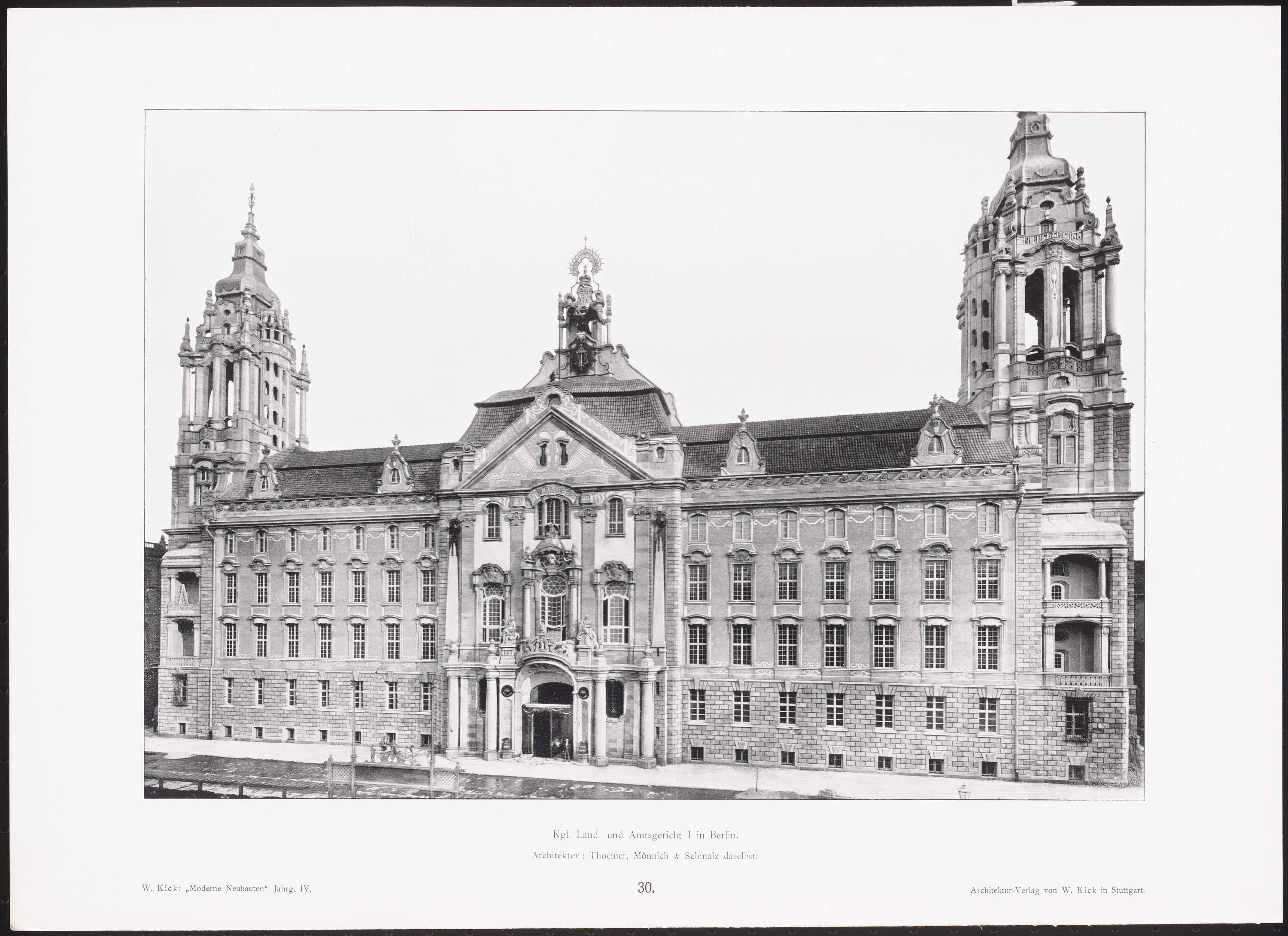
voorzijde van de arrondissementsrechtbank in de Grunerstraße, voltooid in 1904 en in 1968/1969 afgebroken

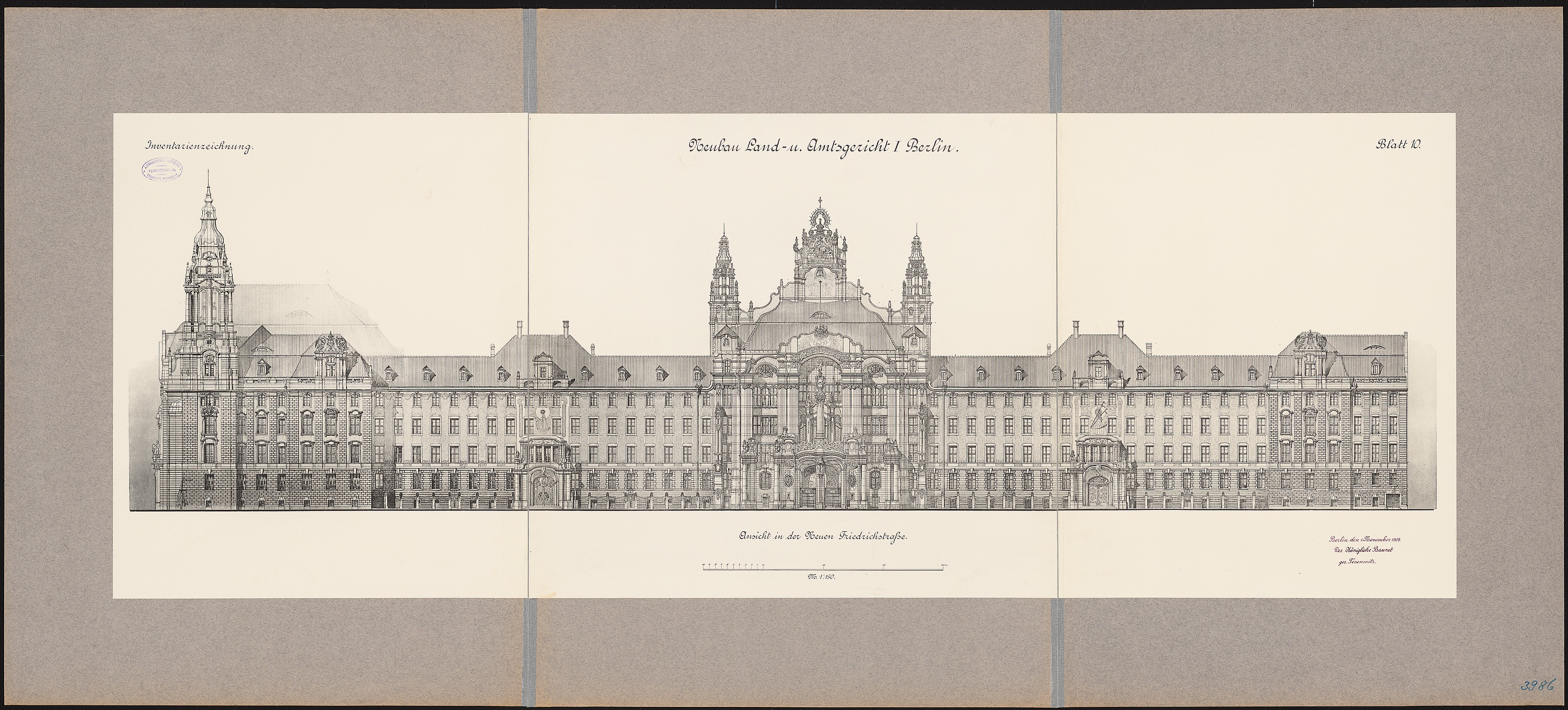
bouwtekening van de straatkant aan de Neue Friedrichstraße, 1908

Het gebouw voor de afdelingen civiel recht van het Landesgericht en Amtsgericht Berlin I is een justitieel gebouwencomplex, gelegen aan de Littenstraße 12-17 (voor 1945: Neue Friedrichstraße), hoek Grunerstraße in het Berlijnse stadsdeel
Mitte. Het is tussen 1894 en 1904 in verschillende fasen gebouwd. In de overgebleven originele delen van het gebouw zijn nu de zetel van het Amtsgericht Mitte en de kamers van beroep van het Landesgericht Berlin gevestigd.

## Geschiedenis
In het Pruisische Ministerie van Openbare Zaken werden de voorontwerpen voor het gebouw gemaakt, met belangrijke bijdragen van de ervaren bouwkundige ambtenaren Paul Thömer en Rudolf Mönnich. De bouw vond plaats onder leiding van Otto Schmalz. Aan de originele plannen voegde Schmalz twee representatieve trappenhuizen en de middenvleugel van het gebouw aan de Littenstraße toe. Bovendien past hij het originele ontwerp aan, waardoor het pand een minder uitgesproken neobarok karakter kreeg dan gebruikelijk was bij Paleizen van Justitie. Het is daarom waarschijnlijk ook aan Schmalz te danken, dat de vormgeving van de decoratie duidelijke invloeden van jugendstil laat zien. Dit was vroeger ongebruikelijk voor overheidsgebouwen. De beeldhouwer Otto Richter is verantwoordelijk voor de decoratieve ornamenten.

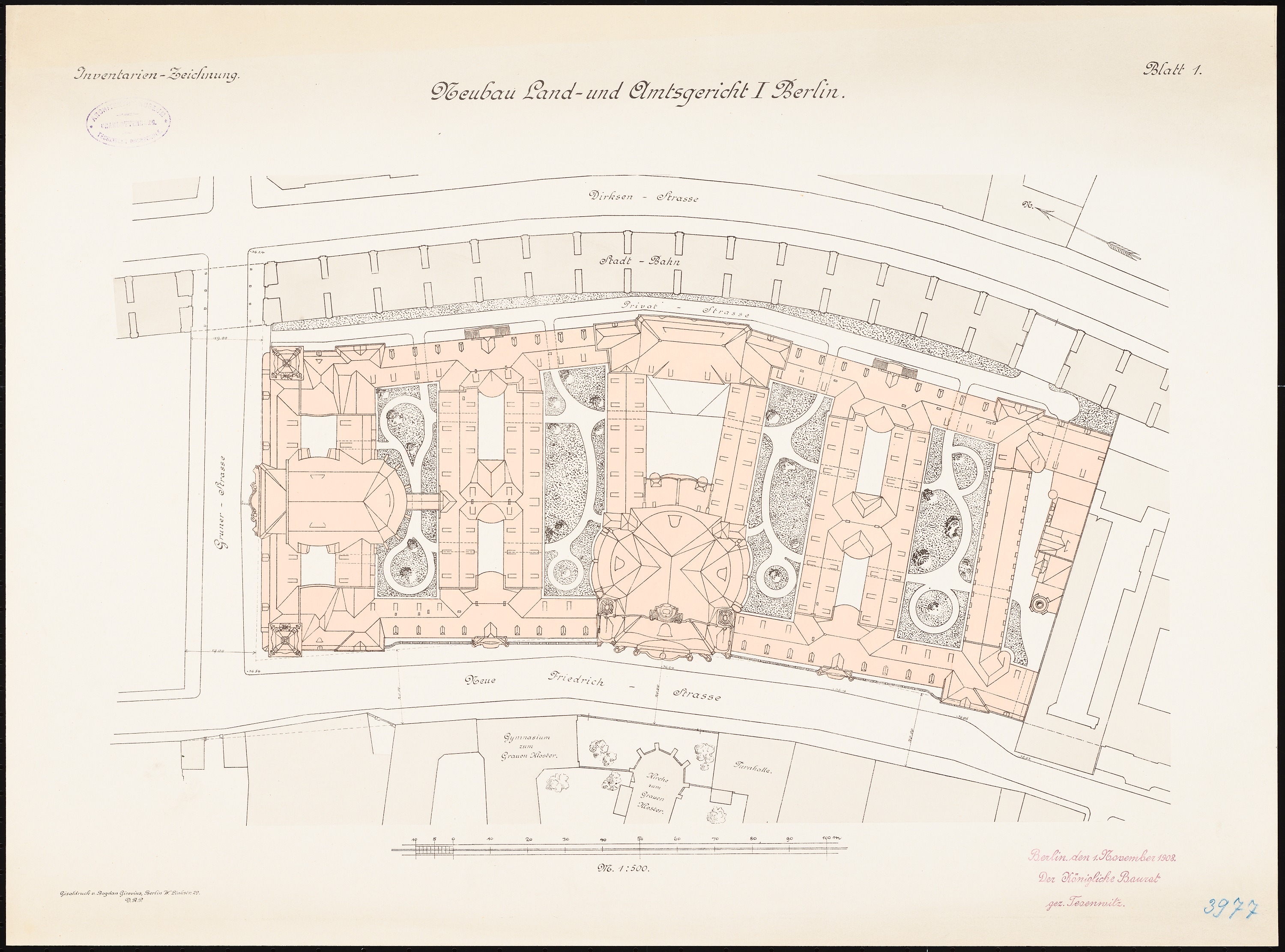
plattegrond 1:500 van het gebouwencomplex, 1908

Tijdens de Tweede Wereldoorlog raakte het bouwwerk zwaar beschadigd, maar het gebouw werd later niet in oorspronkelijke staat teruggebracht. De dwarsvleugels, de decoratie en het dakwerk werden niet in de oorspronkelijke staat teruggebracht. Het noordelijke deel van het gebouw van de arrondissementsrechtbank Berlin I, bijna een kwart van het oorspronkelijke complex, werd in 1968 en 1969 afgebroken in het kader van een centrumvernieuwing en ten gunste van een verbreding van de Grunerstraße. Uit oogpunt van monumentenzorg vond in de jaren 1990 een grondige renovatie van het overgebleven complex plaats. Daarbij werd ook de tuin op het binnenplaats vanuit monumentenzorg oogpunt heraangelegd.
Tegenwoordig is het gebouw een van de drie locaties van de arrondissementsrechtbank Berlijn en de standplaats van het kantongerecht Mitte. In de DDR-tijd huisvestte het complex het Hooggerechtshof van de DDR, de stadsrechtbank Berlijn, de rechtbanken van de stadsdelen Mitte, Prenzlauer Berg en Friedrichshain, het staatsnotariaat en de instanties voor strafvervolging van het Openbaar Ministerie, de militaire rechtbank en de militaire aanklager.

## Locatie en beschrijving van het gebouw
Het gebouw werd gebouwd om alle afdelingen civiel van de arrondissementsrechtbank en het kantongerecht Berlijn I te huisvesten. De ingang tot de arrondissementsrechtbank bevond zich aan de Grunerstraße 8, de ingang tot het kantongerecht aan de Neue Friedrichstraße 17. De bouw vond plaats op een stuk grond, dat al tot de fiscus behoorde en waar op het zuidelijke deel een oud kadettenhuis stond. Dit pand werd als gerechtsgebouw in dienst genomen na het in werking treden van de rijkswet op de rechterlijke organisatie uit 1879 en de daarmee verbonden herstructurering van het rechtswezen. Aan de oostzijde grenst het perceel aan het spoor van de sneltram, aan de noordelijke smalle kant aan de Grunerstraße en in het westen aan de Littenstraße (de voormalige Neue Friedrichstraße). Aan de zuidkant was het perceel tot aan de Voltairestraße gereserveerd voor een eventuele uitbouw. Het pand is als het ware gebouwd als perimeterblok met vier naar binnen gebouwde dwarsvleugels. De vleugels werden zodanig gebouwd, dat in totaal twaalf grotere en kleinere binnenplaatsen ontstonden. De nieuwbouw begon op het noordelijke stuk grond, omdat de ruimte in het oude gebouw nog nodig was tot de voltooiing van de eerste bouwfase.

## Architectuur

### Buitenzijde
De huidige representatieve hoofdingang van het vier etages hoge gepleisterde gebouw bevindt zich aan de Littenstraße, in de oorspronkelijke middendeel van het gebouw. De muren en vloeren zijn dragend uitgevoerd. Aan de Littenstraße bekroont een puntdak het verhoogde en vooruitspringende middendeel dat door kolossale Ionische pilaren in vijf traveeën verdeeld wordt. Op de gehele beneden-etage zijn de muren uitgevoerd in natuurstenen, die met hun enigszins onregelmatige vormen uit het metselwerk steken. Tijdens de wederopbouw in 1945 verloor het dubbele portaal haar ornamenten en de gietijzeren portaalvleugel.

### Binnenzijde

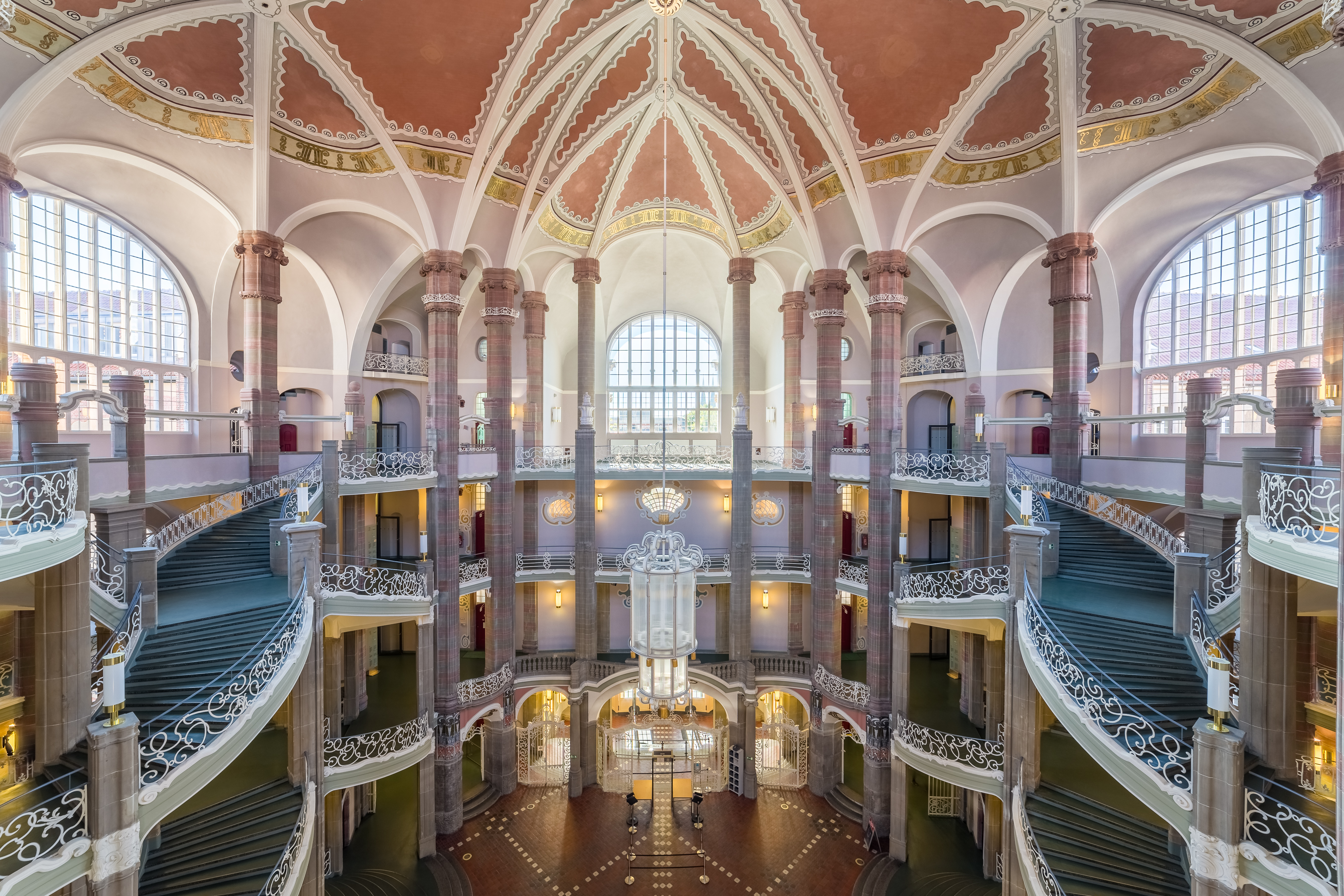
hoofdtrappenhuis

Een hoge gewelfde hal, die zich alle verdiepingen uitstrijkt, vormt de vestibule. De smalle, geprofileerde pilaren en de galerijachtige omlopen, die zijn voorzien van balkons, maken deze plek uiterst aangenaam om te verblijven.
De grote hoofdtrap accentueert de waardigheid van de rechtbank. Het reikt tot aan de bovenste etage, waar de façades bewerkt zijn met Cotta-zandsteen. Een met van zandsteen gemaakte klaverblaadjes versierd gewelf overspant de ruimte, waarbij de zuilenparen het gewelf op de knikpunten ondersteunen. Het gewelf is 23 meter breed en 35 meter lang en de afstand tussen de vloer en het hoogste punt bedraagt 28 meter. Aan de zijkanten grenst de hal aan twee trappen. De hoofdtrap is als trappentoren vormgegeven.
De plafonds boven de gangen op de onderste verdiepingen zijn gewelfde massieve plafonds. In de werkkamers en het grootste deel van de gangen op de bovenste etages, zijn de plafonds Koenisch gewelfd. Ingenieur Mathias Koenen ontwikkelde deze bouwvorm, die later is verfijnd en veel wordt gebruikt. De vloeren waren van enkelkleurig linoleum en de wanden waren aan beide kanten voorzien van vijftig centimeter brede lijnen van rode muurtegels. Tezamen met de rode zandstenen deurlijsten moest dit een monumentale uitstraling hebben. De deuren naar de gangen op beide hoofdverdiepingen waren gemaakt van eikenhout.

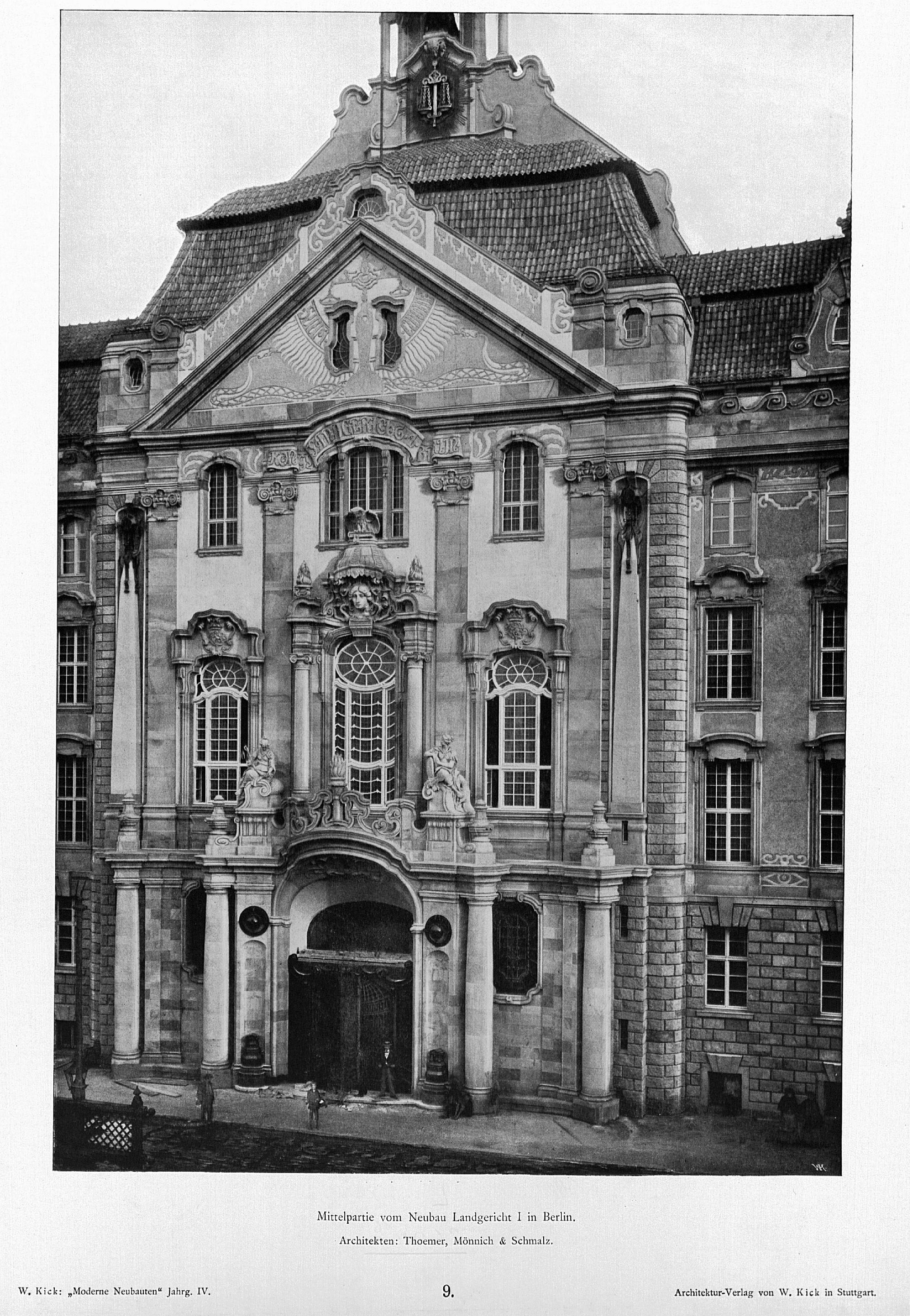
Midden uitbouw, ingang arrondissementsrechtbank, ca. 1905
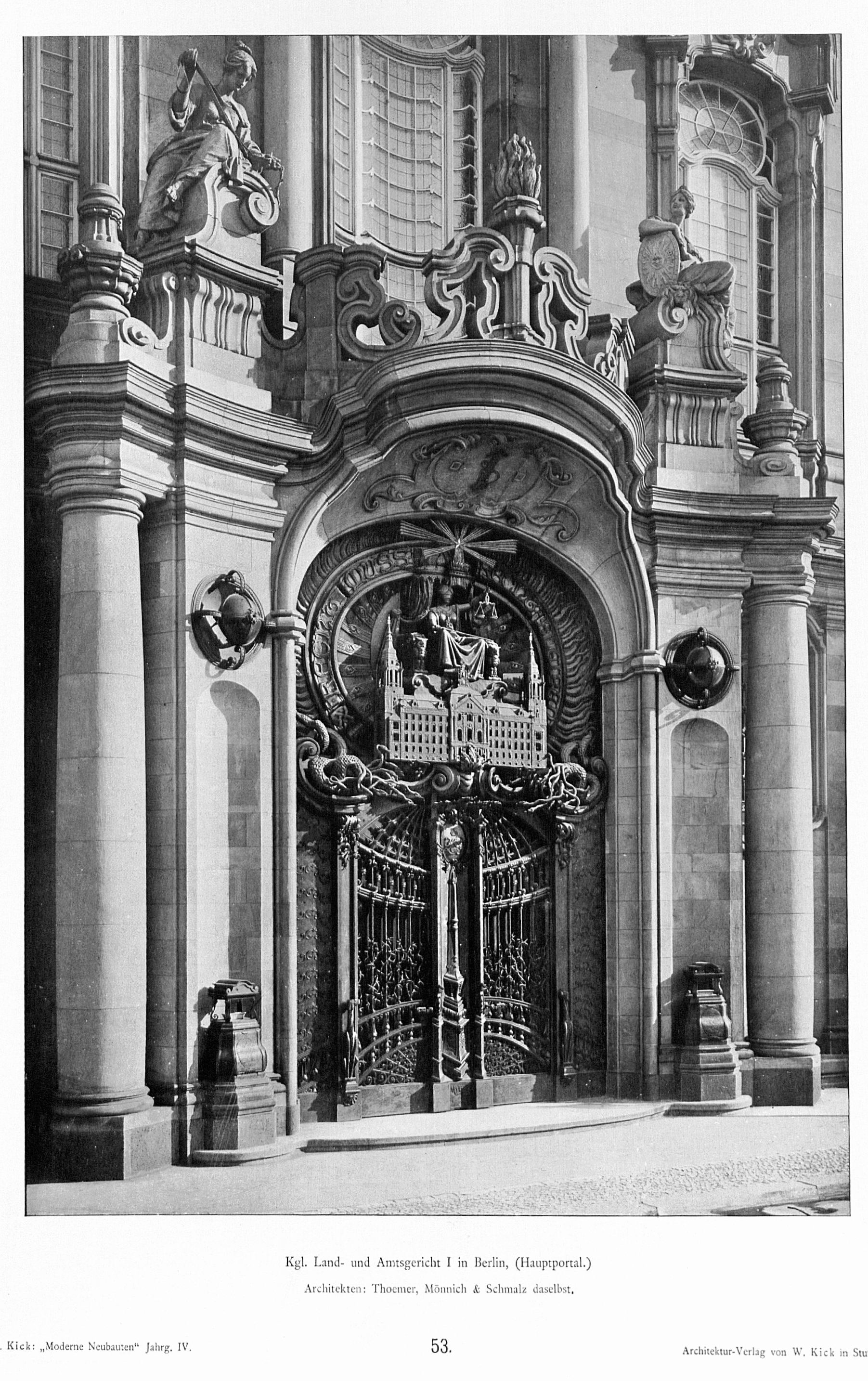
Hoofdportaal, kantongerecht, ca. 1905
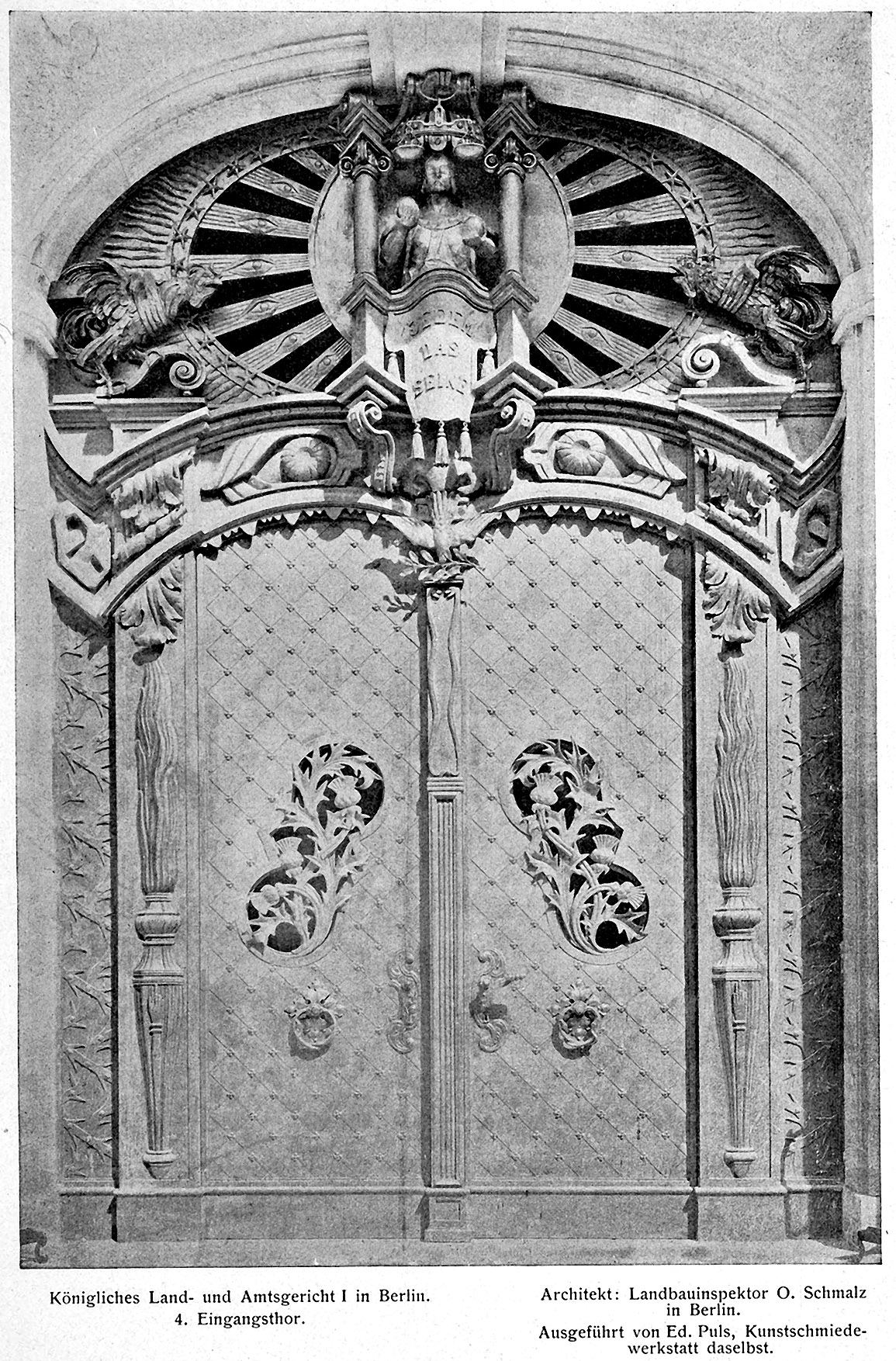
Smeedijzeren poort 4, gemaakt door Eduard Puls
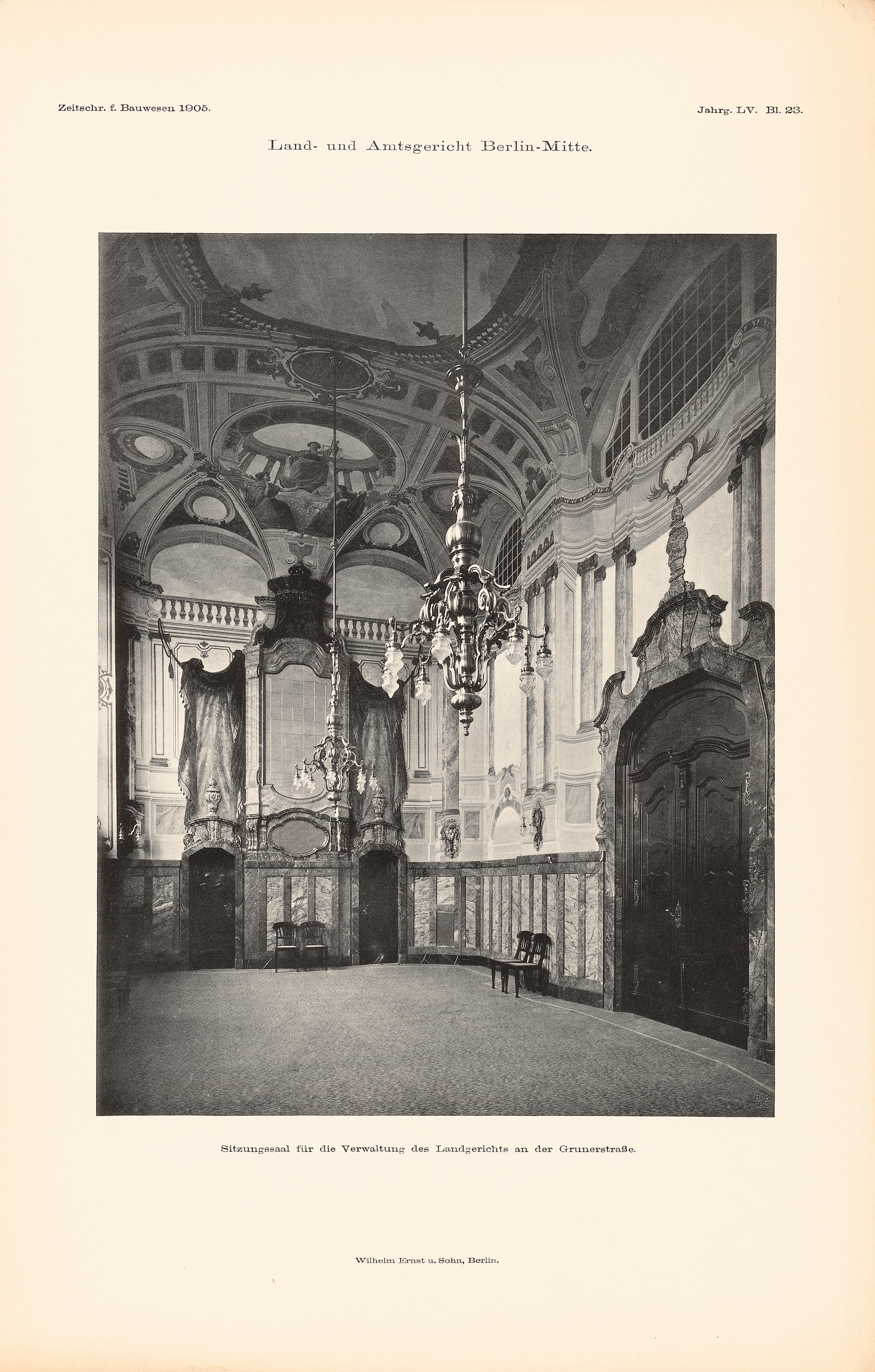
Zittingszaal voor de administratie van het kantongerecht, ca. 1905
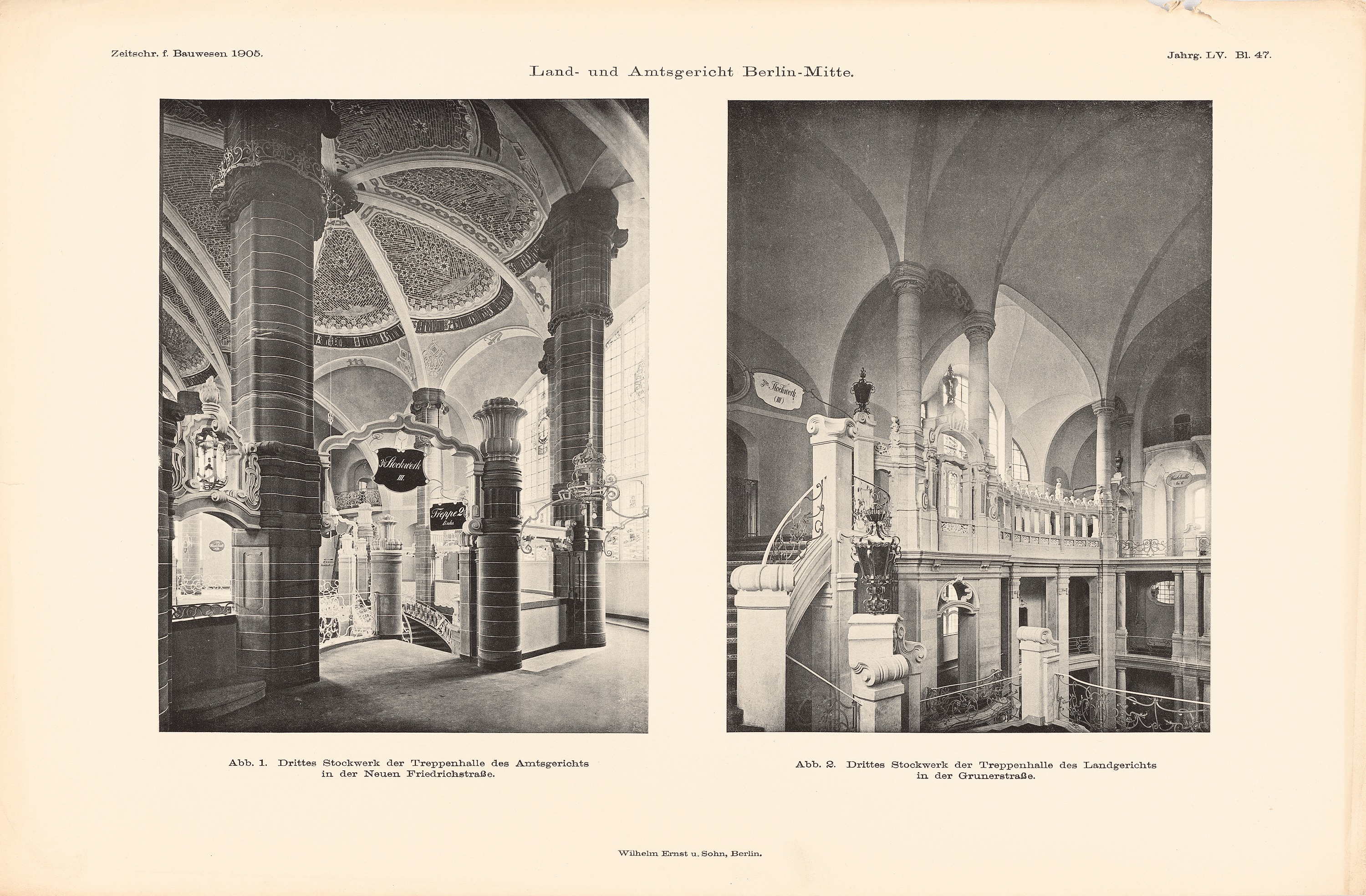
Derde verdieping van de trappenhal, ca. 1905
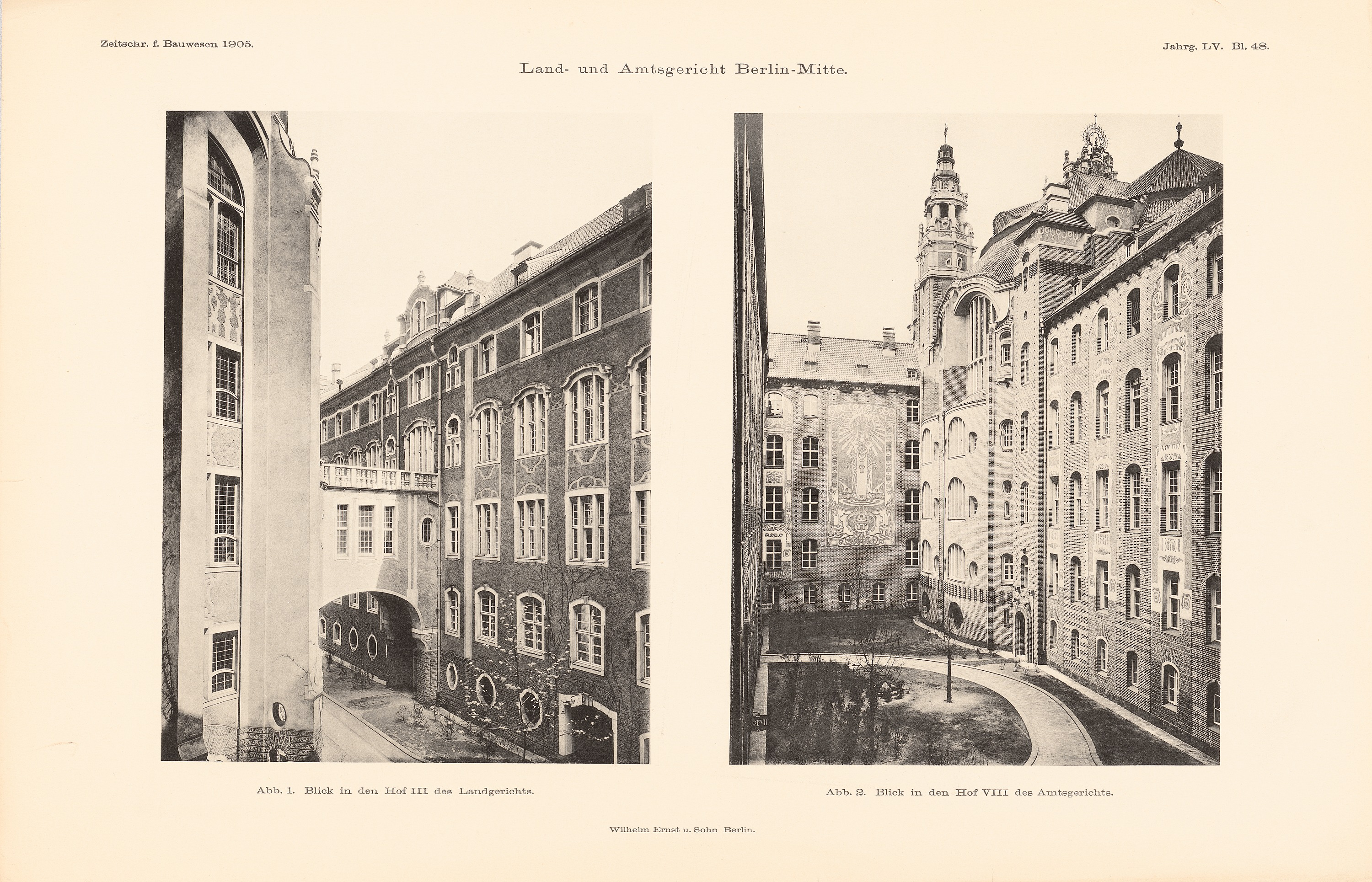
uitzicht op het binnenplaatsen III (kantongerecht) en VIII (arrondissementsrechtbank), 1905
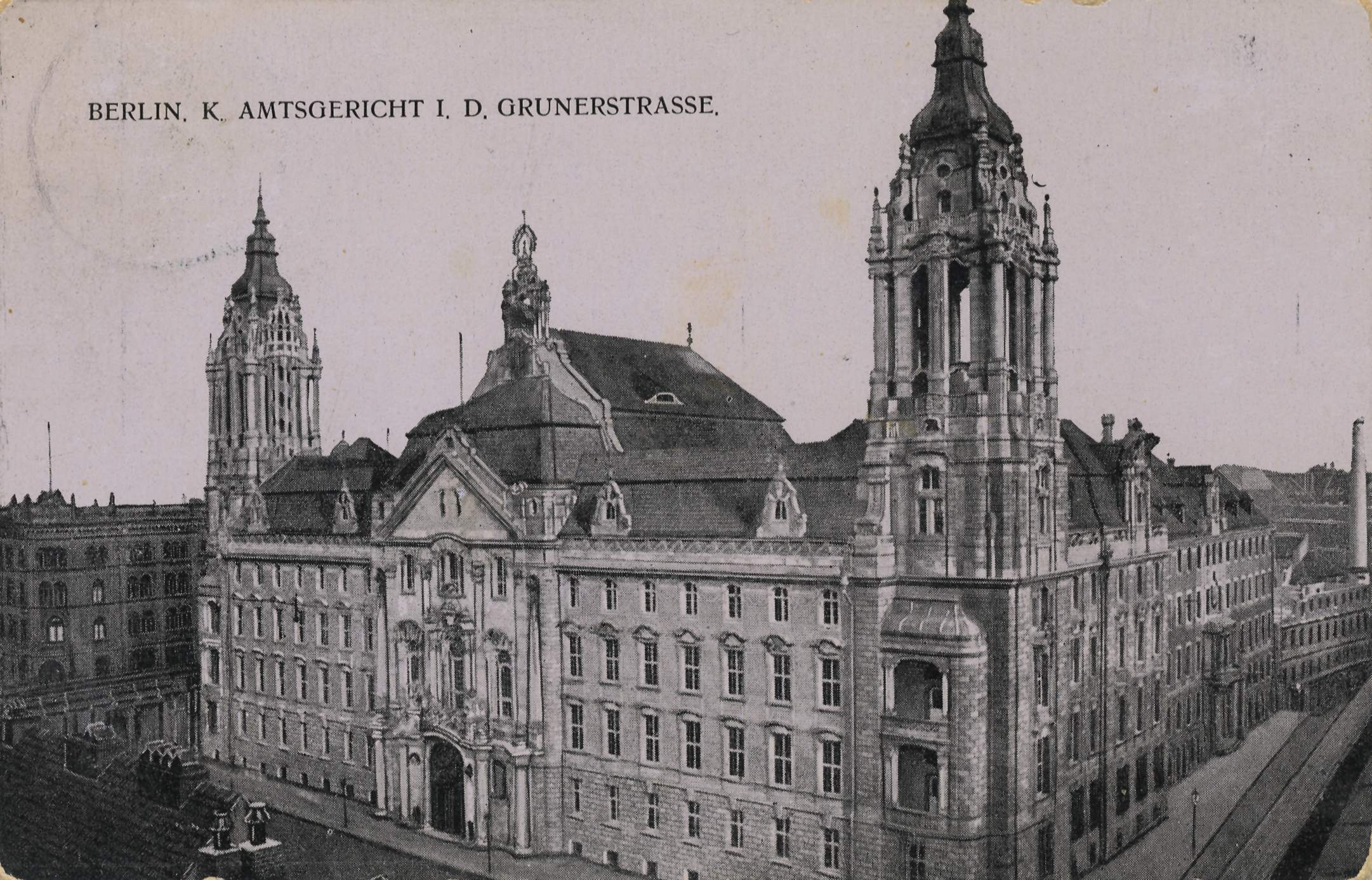
Tijdens de bouwwerkzaamheden: de zuidelijke bouwfase in de Neue Friedrichstraße is nog niet afgerond, ca. 1900
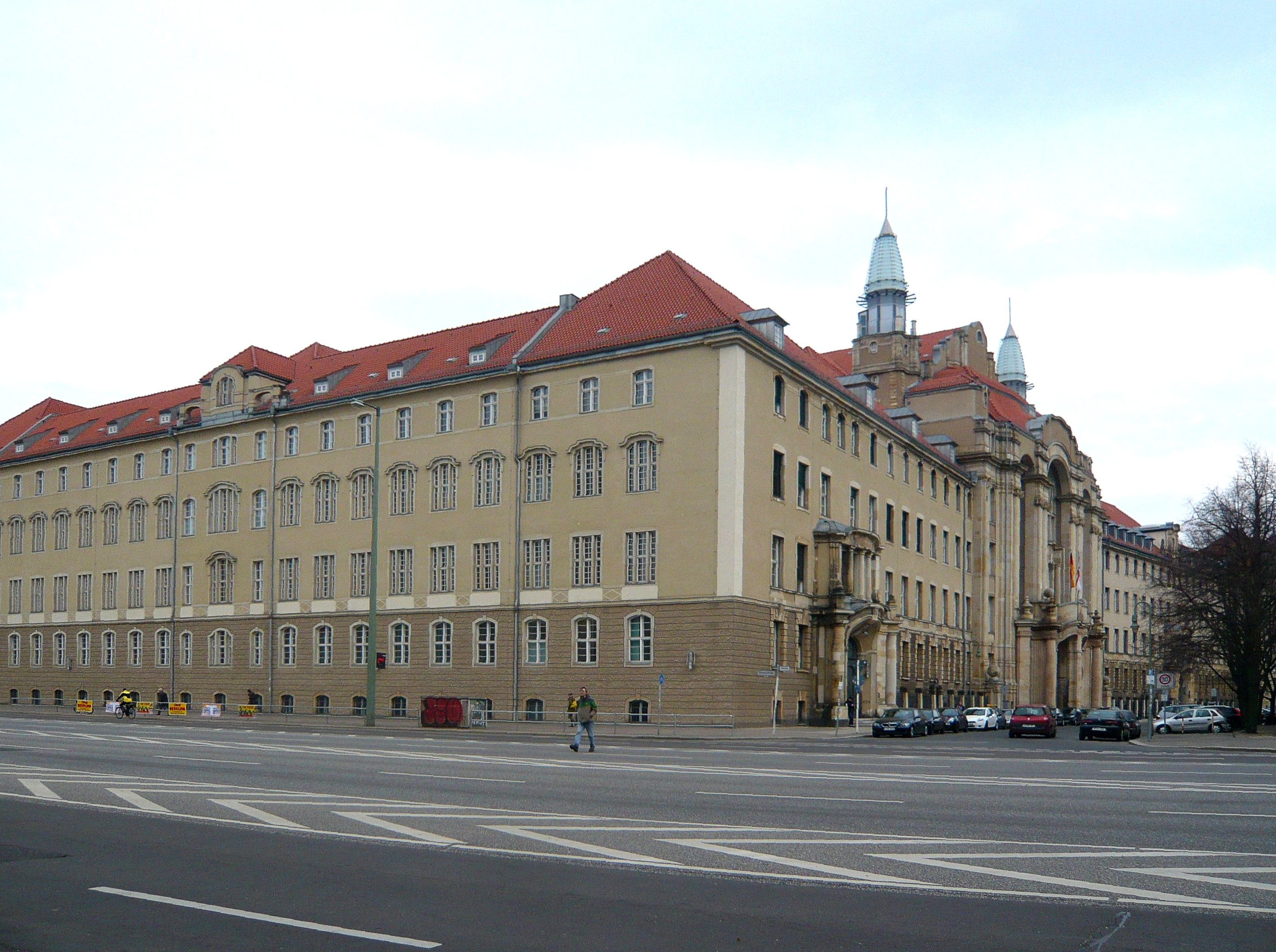
Huidige complex (met ontbrekende originele voorkant aan de Grunerstraße)
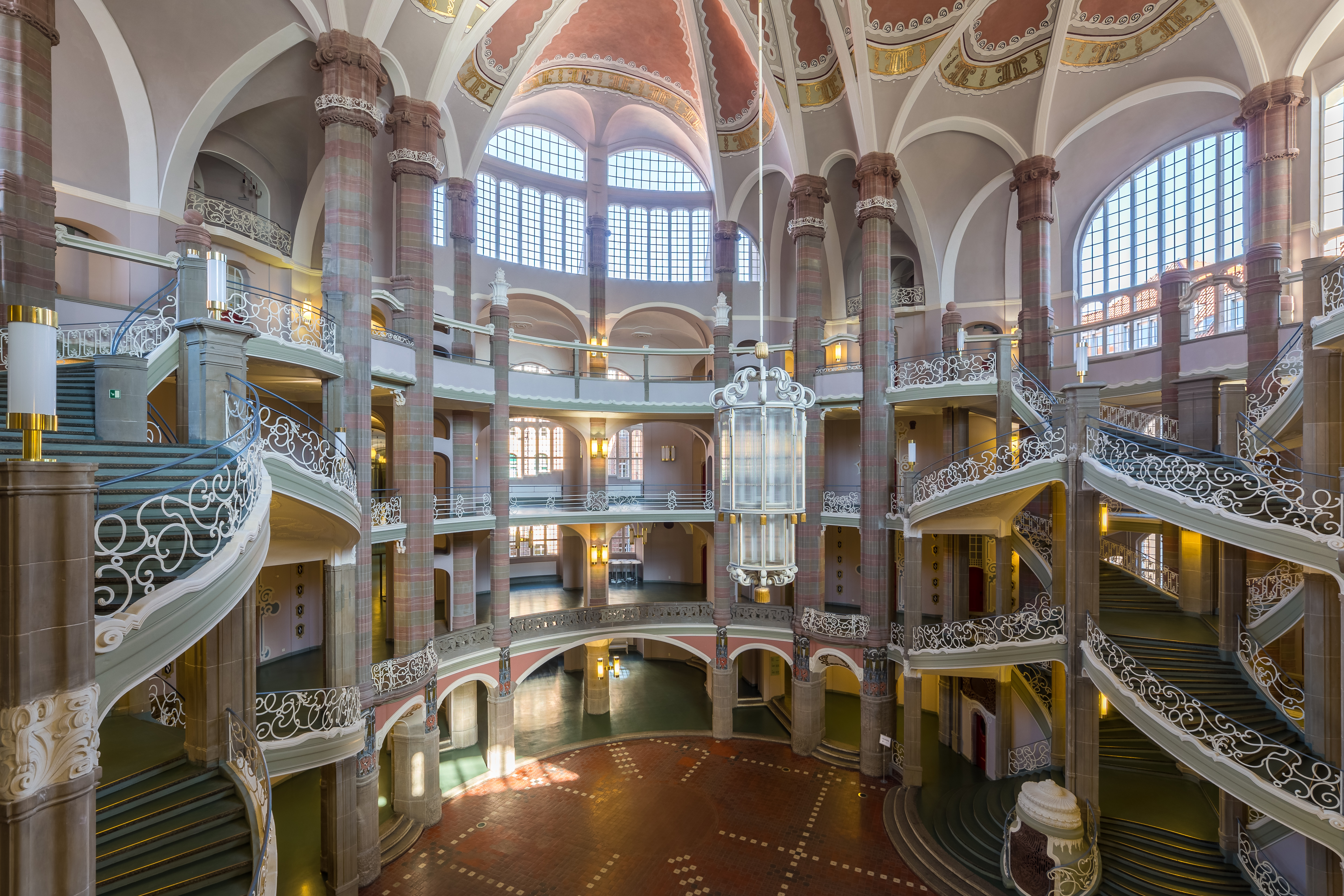
Ingangshal aan de Littenstraße